# إليزابيث هيس (ممثلة)
إليزابيث هيس هي ممثلة كندية، ولدت في 17 يوليو 1953 في أونتاريو في كندا.

## وصلات خارجية
- إليزابيث هيس (ممثلة) على موقع IMDb (الإنجليزية)
- إليزابيث هيس (ممثلة) على موقع ألو سيني (الفرنسية)
- إليزابيث هيس (ممثلة) على موقع قاعدة بيانات برودواي على الإنترنت (الإنجليزية)
- إليزابيث هيس (ممثلة) على موقع قاعدة بيانات الفيلم (الإنجليزية)
- إليزابيث هيس (ممثلة) على موقع كينوبويسك (الروسية)